# Notophthiracarus parasentus
Notophthiracarus parasentus är en kvalsterart som först beskrevs av Wojciech Niedbała 2000.  Notophthiracarus parasentus ingår i släktet Notophthiracarus och familjen Phthiracaridae. Inga underarter finns listade i Catalogue of Life.